# Квітко Іван Сергійович
Квітко Іван Сергійович, 29 грудня 1915, село Піщане, Старобільський район, Луганська область — 30 березня 1981) — білоруський архітектор.

## Біографія
У 1941 році закінчив Харківський інститут інженерів комунального будівництва. Учасник Німецько-радянської війни 1941—1945. Член КПРС з 1943.
Працював начальником департаменту будівництва та архітектури Мінського облвиконкому, головним архітектором проєктів у Білдержпроєкті, заступником начальника управління сільського будівництва Держбуду БРСР.
Член Спілки архітекторів СРСР з 1967.

## Творчість
Основні роботи (в авторському колективі): будівельні проєкти Центральна площа (1949) та Привокзальна площа (1955) у Борисові, центр колгоспу «Нове життя» Мінського району (1960), генеральний план Старобіну (1965).

## Нагороди
Нагороджений орденом Червоної Зірки, медалями.